# Elna Henrikson
Elna Henrikson est une patineuse artistique suédoise des années 1920.
Avec Kaj af Ekström, elle est médaillée de bronze lors de deux Championnats du monde de patinage artistique : en 1923 et 1924,,,.

## Palmarès
| Compétition           | 1921 | 1922 | 1923 | 1924 |
| --------------------- | ---- | ---- | ---- | ---- |
| Championnats du monde |      |      | 3e   | 3e   |
| Championnats de Suède | 1re  | 2e   | 1re  | 1re  |